# El misterio del rostro pálido
El misterio del rostro pálido es una película mexicana de 1935 dirigida por Juan Bustillo Oro, basada en un argumento original que él mismo escribió. Es la primera película de horror de Bustillo oro y se considera «una verdadera reliquia que no tuvo mucha difusión».

## Argumento
La película se divide en dos partes o capítulos consecutivos: «La extraña expedición del Doctor Forti» y «El fantasma de la Quinta Forti». La primera parte transcurre en la aislada quinta campestre en donde el Doctor Forti (Carlos Villarías) conduce misteriosos experimentos. El principal ayudante del doctor es su tímido hijo Pablo (Joaquín Busquets), quien abandona sus estudios de violín para asistir a su padre. Con ellos viven también la novia de Pablo, Angélica (Beatriz Ramos) y Doña Engracia (Natalia Ortiz), su tía. A su pesar, Pablo debe abandonar a Angélica para seguir al Doctor Forti, quién quiere investigar la espectral región del Lago Negro, tierra de los rostros pálidos que ni los nativos se atreven a visitar. 
En la segunda parte, ocho años después, los Forti siguen desaparecidos y todos consideran que están muertos. Angélica deja de esperar el retorno de Pablo y acepta ser la novia de Luis (René Cardona), hijo del Doctor Montes (Miguel Arenas). De pronto, Angélica empezará a escuchar, con espanto, el sonido de un misterioso violín que toca la balada que Pablo solía tocar. Poco tiempo después, el Doctor Forti regresa a la finca con su misterioso ayudante Crescencio (Abraham Galán) y les explica a los residentes que Pablo falleció en el viaje. Sin embargo, Angélica percibe en el jardín el rostro de Pablo en una extraña máscara pálida. Así se revela que el Doctor Forti intenta llevar a cabo un macabro plan para casar a Angélica con el espíritu de su hijo muerto. Sin embargo, a pesar de los medicamentos que le administró el excéntrico doctor, Angélica se da cuenta del subterfugio y arranca la máscara pálida de Pablo para revelar que está vivo y que tiene el rostro consumido por la lepra que contrajo en el lejano pueblo al que lo llevó su padre. Luis rescata a Angélica y el mayordomo Justo le dispara al Doctor Forti antes de que Pablo se aviente, arrepentido, por un precipicio. El doctor Forti recobra momentáneamente la razón antes de fallecer y pide perdón a todos. 

## Temas
El misterio del rostro pálido es una cinta que intentó renovar el género de terror en México, evitando las referencias al «tétrico caserón antiguo, lugar común de las películas de miedo». Con una escenografía moderna en contraste con una trama que gira en torno a tribus indígenas olvidadas, el escenógrafo Carlos Toussaint quiso lograr un «contraste entre los decorados y la trama que contribuiría a la angustia». Así, uno de los elementos más desarrollados de la cinta es la exploración de los decorados contrastantes. La importancia de la escenografía en las películas de Juan Bustillo Oro puede relacionarse con su afinidad con el teatro, y con las estéticas expresionistas que también exploró en la cinta Dos monjes.  
Las temáticas de horror también aparecen en El misterio del rostro pálido a través de la figura del actor Carlos Villarías, quien representaba para el director una de las razones principales para escribir la película, por ser una figura que le recordaba al Drácula de Béla Lugosi. En efecto, Bustillo Oro quedó «impresionado por el Drácula de este actor, más impresionante por menos histriónico que Béla Lugosi».

## Influencias
Las inspiraciones de Bustillo principalmente empiezan en la estética romántica: «Mi nuevo fantasma poseería, o trataría de poseer, un aura romántica. Sería músico y estaría enamorado. En cierto sentido, vendría a ser pariente del de la ópera de Gaston Leroux».
También tuvo influencias en su película del horror gótico literario de finales del siglo XIX (con los escritos, por ejemplo de E. T. A. Hoffmann) y la continuación de estas influencias en el cine del siglo XX. «Me reconozco en El misterio del rostro pálido como seguidor ―pálido seguidor a la verdad― de los románticos de lo siniestro, cuyos relatos florecieron desde fines del siglo XVIII, que culminaron en el XIX y que el cine ha mantenido en pie durante el envejecido XX; de aquella poesía narrativa, de ribetes góticos, cultivada por Hoffmann; de ese jugar con las tinieblas de los sueños y del alma».
Estéticamente, la cinta utiliza también elementos del expresionismo alemán y basa sus decorados en el estilo art déco. 

## Recepción
La película generalmente se considera más como un documento del cine de la época que como una película apreciada por sus cualidades fílmicas. El rodaje estuvo marcado por incidentes imprevistos ―el actor Joaquín Busquets quedó ciego durante la filmación― y la distribución de la cinta fue limitada para provocar la indiferencia de la audiencia y de la crítica. Bustillo mismo dijo que la cinta se estrenó «sin publicidad previa y sin première, en once salas de barrio, simultáneamente con un trato que sólo se les daba a las películas de tercera categoría». Para Emilio García Riera, los únicos logros de la cinta están en sus escenografías: «los decorados ―el Art Deco al servicio del efecto expresionista― son quizá lo mejor de una cinta más bien aburrida y dialogada en exceso». Riera también criticó el estilo de filmación de Bustillo «para recordar al cine en una obra demasiado teatral y agobiada con muchas canas de maquillaje: aberturas en iris en forma de estrellas con puntas regulares o irregulares, bastantes movimientos de cámara, sobreimpresiones, disolvencias». Finalmente, el mismo crítico considera el retrato que elabora Bustillo de las culturas indígenas como elementos que resultan «más grotescos que impresionantes».